# Dendrochilum minimiflorum
Dendrochilum minimiflorum là một loài thực vật có hoa trong họ Lan. Loài này được Carr mô tả khoa học đầu tiên năm 1935.